# 埃康库尔
埃康库尔（法語：Équancourt，法語發音：[ekɑ̃kuʁ]）是法国上法蘭西大區索姆省的一个市镇，属于佩罗讷区。

## 地理
埃康库尔（50°2'10"N, 3°1'7"E）面积7.79 平方千米，位于法国上法蘭西大區索姆省，该省份为法国北部沿海省份，北起加来海峡省和北部省，西接滨海塞纳省和大西洋英吉利海峡，南至瓦兹省，东临埃纳省。
与埃康库尔接壤的市镇（或旧市镇、城区）包括：讷维尔布尔容瓦勒、伊特尔、埃特里库尔-马南库尔、凡村、尼尔吕、索雷尔。

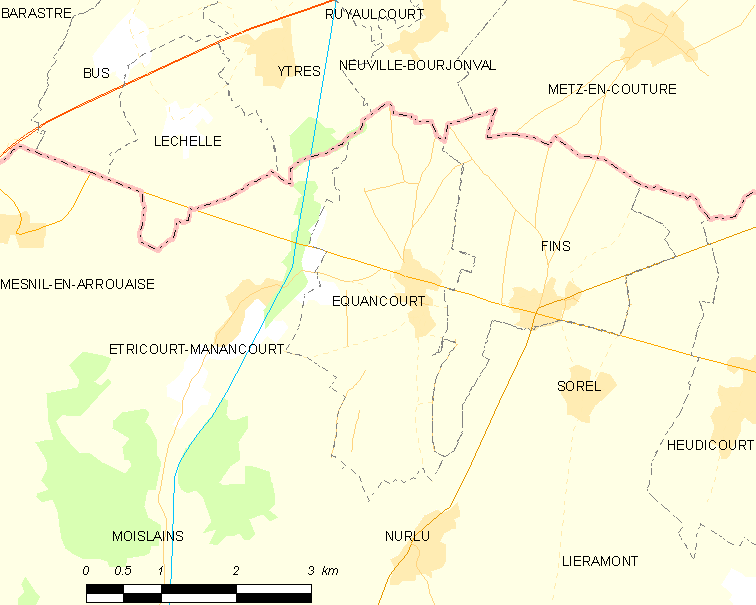
埃康库尔的OSM定位图

埃康库尔的时区为UTC+01:00、UTC+02:00（夏令时）。

## 行政
埃康库尔的邮政编码为80360，INSEE市镇编码为80275。

## 政治
埃康库尔所属的省级选区为佩罗讷县。

## 人口

1962-2008年间埃康库尔人口变化图示

埃康库尔于2022年1月1日时的人口数量为298人。